# Meilenstein (Kleutsch)

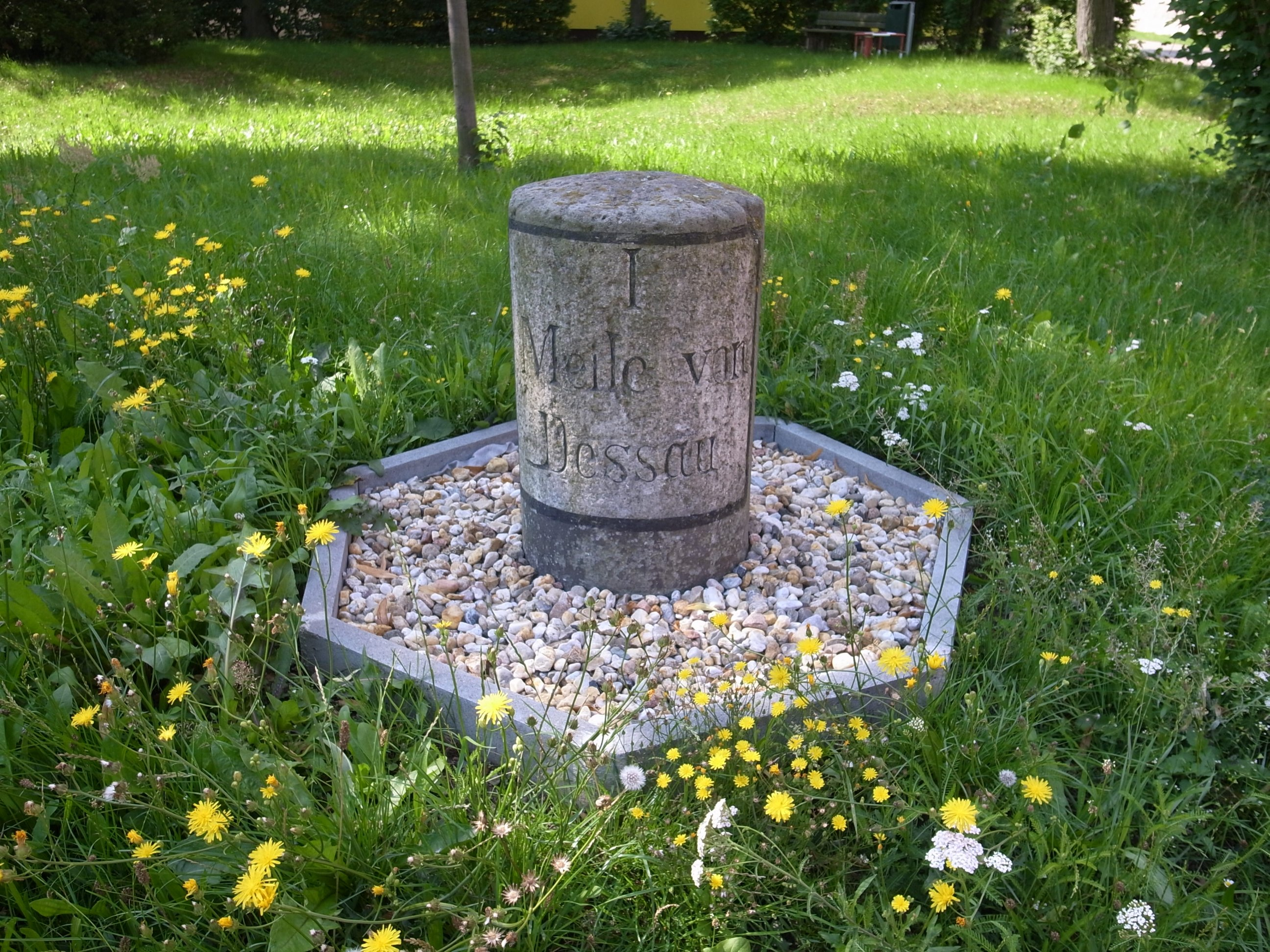
Anhaltischer Meilenstein in Kleutsch

Der Meilenstein in Kleutsch ist ein Kleindenkmal in der Stadt Dessau-Roßlau in Sachsen-Anhalt.
Seit dem Jahr 1841 galt in Anhalt die preußische Meile als Längenmaß. Sie entspricht 7,532 Kilometern und so finden sich in eben dieser Distanz rund um Dessaus Nullpunkt, das Leopold-Denkmal auf dem Schloßplatz, mehrere Meilensteine in genau dieser Entfernung, etwa bei Kochstedt oder Oranienbaum. Auch in Kleutsch, südöstlich von Dessaus Zentrum, steht ein solcher anhaltischer Rundsockelstein. Der 63 Zentimeter hohe Meilenstein aus grauem Sandstein trägt die Inschrift I Meile von Dessau. Er war somit der erste Meilenstein südlich von Mildensee.
Der Ganzmeilenstein steht unter Denkmalschutz und wird im Denkmalverzeichnis mit der Erfassungsnummer 094 40172 geführt. Er steht in der Dorfstraße und wurde im Jahr 2000 saniert. Zehn Jahre später erhielt er eine Umrahmung und ein Kiesbett. Seine Bedeutung für den Ort findet auch darin Ausdruck, dass zunächst die Konsum-Gaststätte und später eine neu gegründete Gaststätte in der Nähe jeweils Am Meilenstein hießen.